# Gabriels ord
Gabriels ord er en dansk kortfilm fra 2002, der er skrevet og instrueret af David Bjerre.

## Handling
Da Lisa er på en løbetur i skoven, får hun nøglen til helvedes port i form af et ord, af den døende engel Gabriel. Hendes liv bliver pludselig til et mareridt. Hun bliver involveret i en krig mellem himmel og helvede, hvori hun er den vigtigste brik i kampen om overlevelse. Men det er en krig, hun ikke ønsker at være en del af'